# Spretsenap
Spretsenap (Brassica deflexa) är en korsblommig växtart som beskrevs av Pierre Edmond Boissier. Den tillhör kålsläktet och familjen korsblommiga växter. Arten förekommer tillfälligt i Sverige, men reproducerar sig inte.

## Underarter
Arten delas in i följande underarter:
- B. d. deflexa
- B. d. leptocarpa